# Miao'erhe
Miao'erhe (kinesiska: 苗二河, 苗二河乡) är en socken i Kina. Den ligger i provinsen Guizhou, i den sydvästra delen av landet, omkring 110 kilometer sydost om provinshuvudstaden Guiyang. Antalet invånare är 7407. Befolkningen består av 3 616 kvinnor och 73 791 män. Barn under 15 år utgör 22,0 %, vuxna 15-64 år 65 %, och äldre över 65 år 11,0 %.